# Aloë vera
Aloë vera (Aloe vera) is een succulente plant uit de affodilfamilie. Het is een groenblijvende, vaste plant die van oorsprong in het Arabisch Schiereiland voorkomt, maar zich in veel tropische, halftropische en droge gebieden rond de wereld heeft kunnen vestigen. In sommige delen van de wereld wordt het als een invasieve soort beschouwd.
Aloë vera is een geharde plant die bekendstaat om zijn vlezige, met gel gevulde bladeren. De soort wordt al sinds de oudheid gekweekt voor zijn heilzame eigenschappen. Het plantensap en de geleiachtige binnenkant wordt bijvoorbeeld verwerkt in huidverzorgingsproducten, cosmetica en zalfjes. De plant is ook een aantrekkelijke soort voor decoratieve doeleinden, en wordt zowel in tuinen als binnenshuis gehouden.

## Oorsprong en verbreiding
Aloë vera komt waarschijnlijk oorspronkelijk uit het Arabisch Schiereiland.
Tot gebieden waar de plant voorkomt, behoren:
- Middellandse Zeegebied
- Indonesië
- India
- Caribisch Gebied, vooral het Caribisch deel van het Koninkrijk der Nederlanden en Barbados
- Mexico
- Canarische Eilanden, vooral Lanzarote en Fuerteventura

## Beschrijving

### Stam en bladeren
De plant heeft een korte, houtige stam van 30–50 cm hoog, die aan de basis uitlopers vormt of zich vertakt. De bladeren staan vaak opeengedrongen. Ze zijn blauwgroen, zeer succulent, 40–50 cm lang en aan de basis 7–8 cm breed, waarna ze zich versmallen tot een punt. Aan de onderkant zijn de bladeren afgerond en ze hebben aan de randen uit elkaar staande, driehoekige, bleekgroene, hoornachtige tanden.

### Bloemen
De trossige bloeiwijze kan tot 90 cm lang worden. Er bestaan vormen met rode en met gele bloeiwijzen. De jonge, ongeopende bloemen staan naar boven gericht. De oudere bloemen staan met hun cilindrisch–gebogen en vergroeide bloembuizen naar beneden, waardoor de bloeiwijze een piramideachtige vorm krijgt. In de slanke bloembuis zitten zes meeldraden verborgen. Het vruchtbeginsel bestaat uit drie vruchtbladen en groeit uit tot een doosvrucht.

## Toepassingen
Het plantensap wordt in cosmetica zoals crèmes en lotions verwerkt. Het vruchtvlees wordt verwerkt in dranken. De winning vindt plaats door de bladeren af te snijden en het hieruit druppelende sap te verzamelen en aan de lucht te laten drogen. De vlezige bladen kunnen ook van hun groene buitenzijde worden ontdaan met een scherp mes. De geleiachtige binnenkant komt dan vrij.
Het vocht uit de bladeren wordt sinds mensenheugenis onbewerkt gebruikt als bloedstelpend en  genezend middel bij oppervlakkige snij- en schaafwonden, insectenbeten, huiduitslag en zonnebrand. Vanwege deze toepassing wordt de plant wel 'wonderplant' genoemd.

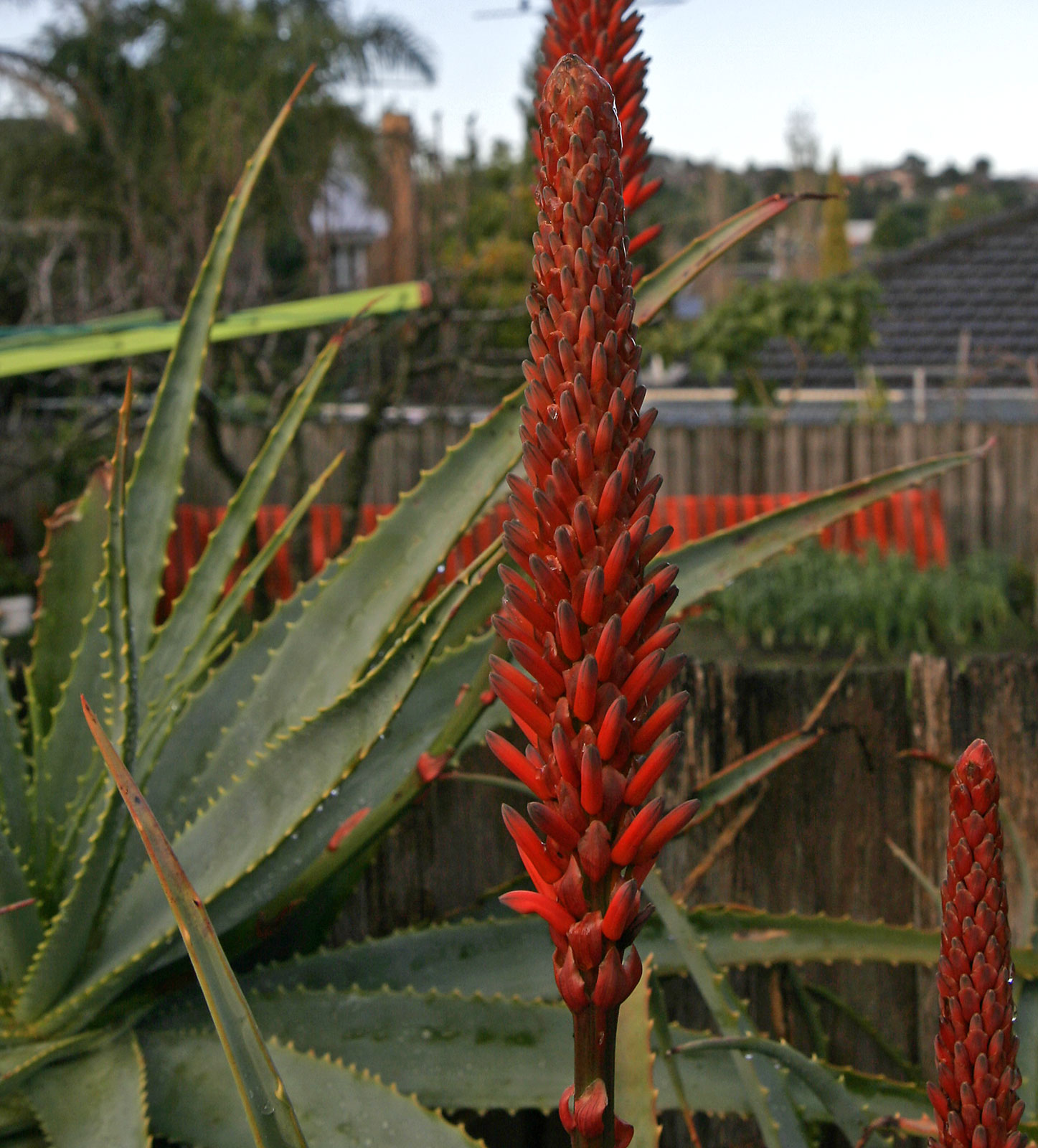
Rode bloeiwijze
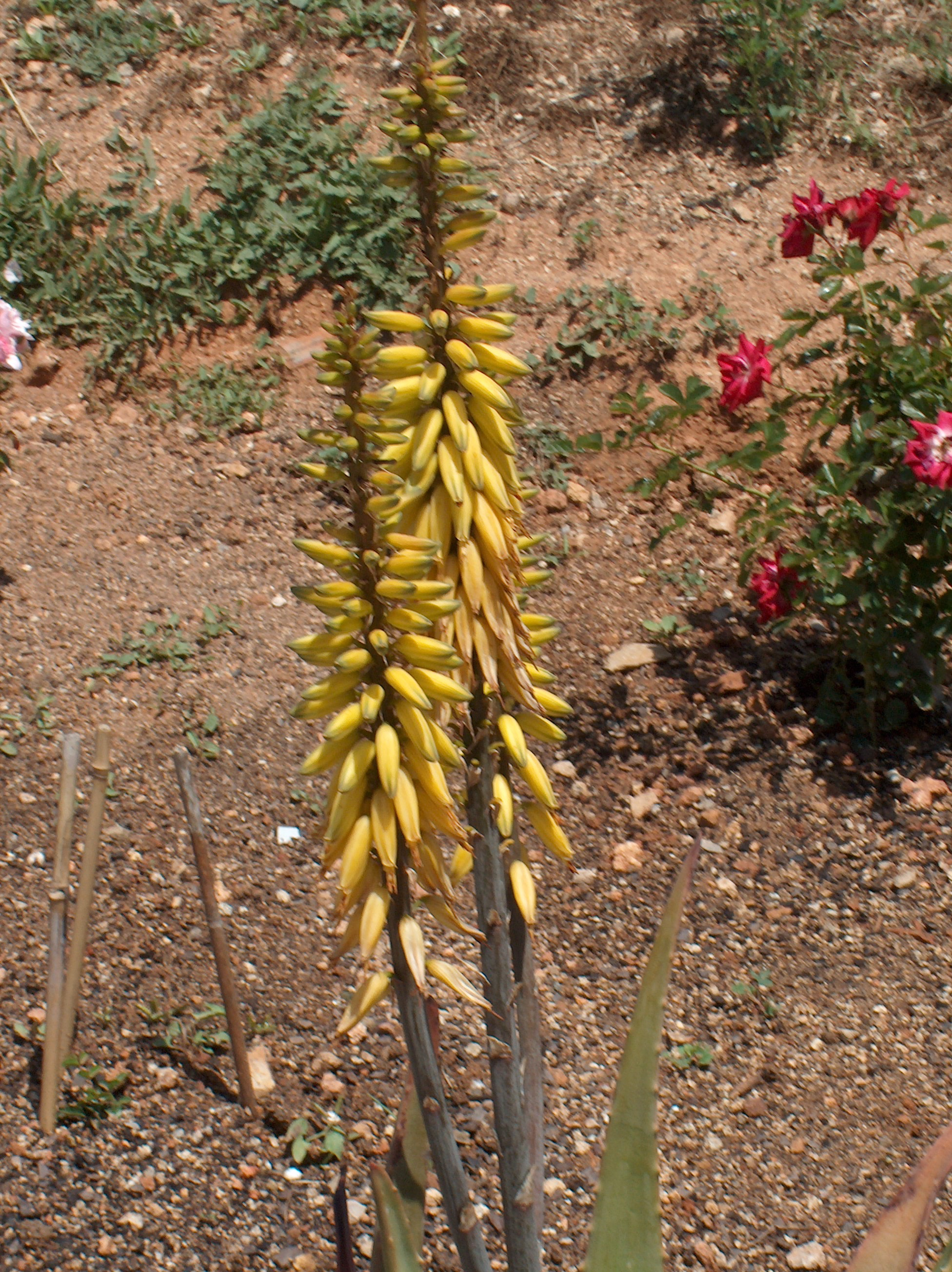
Gele bloeiwijze
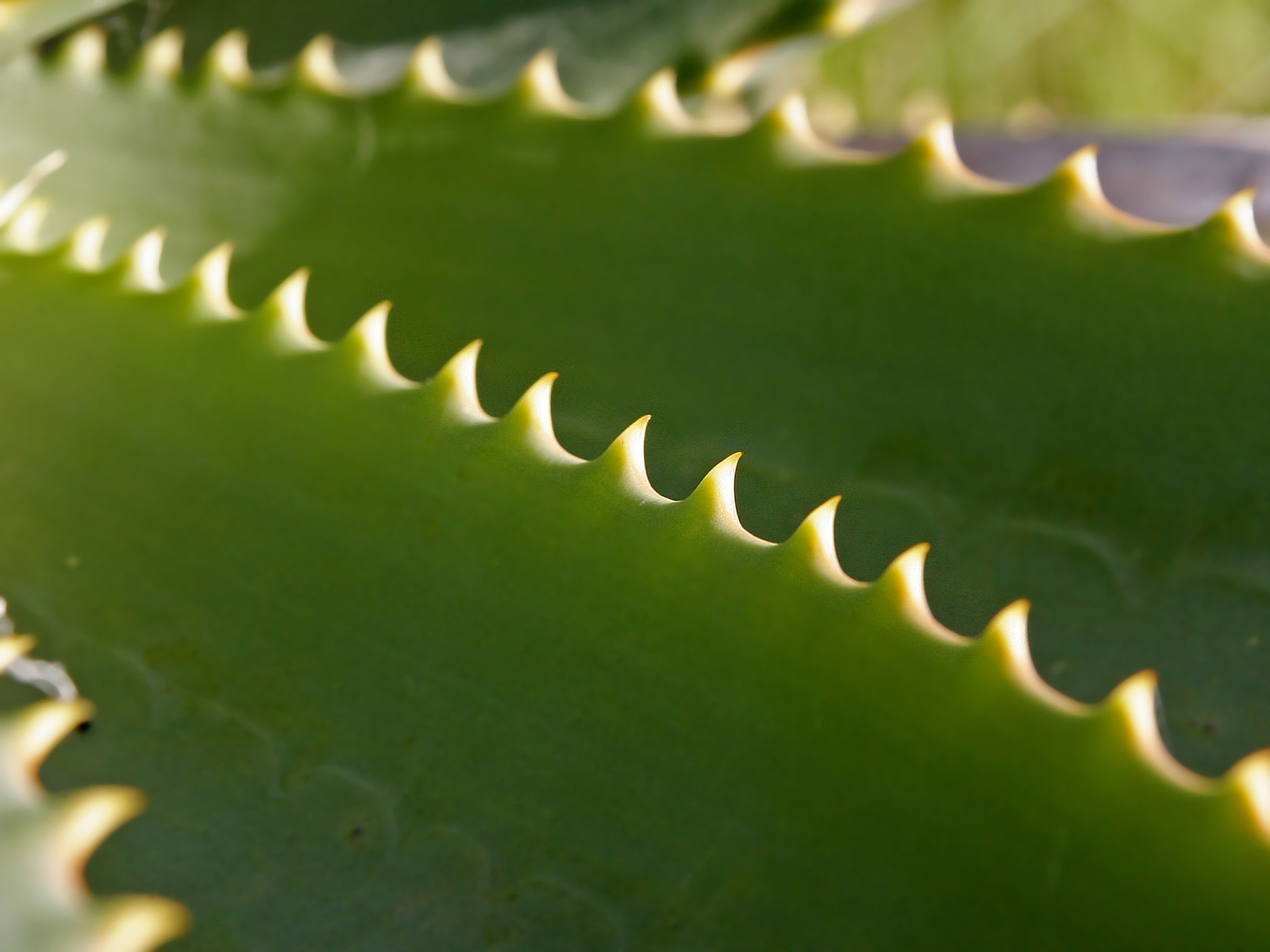
Bladrand met tanden
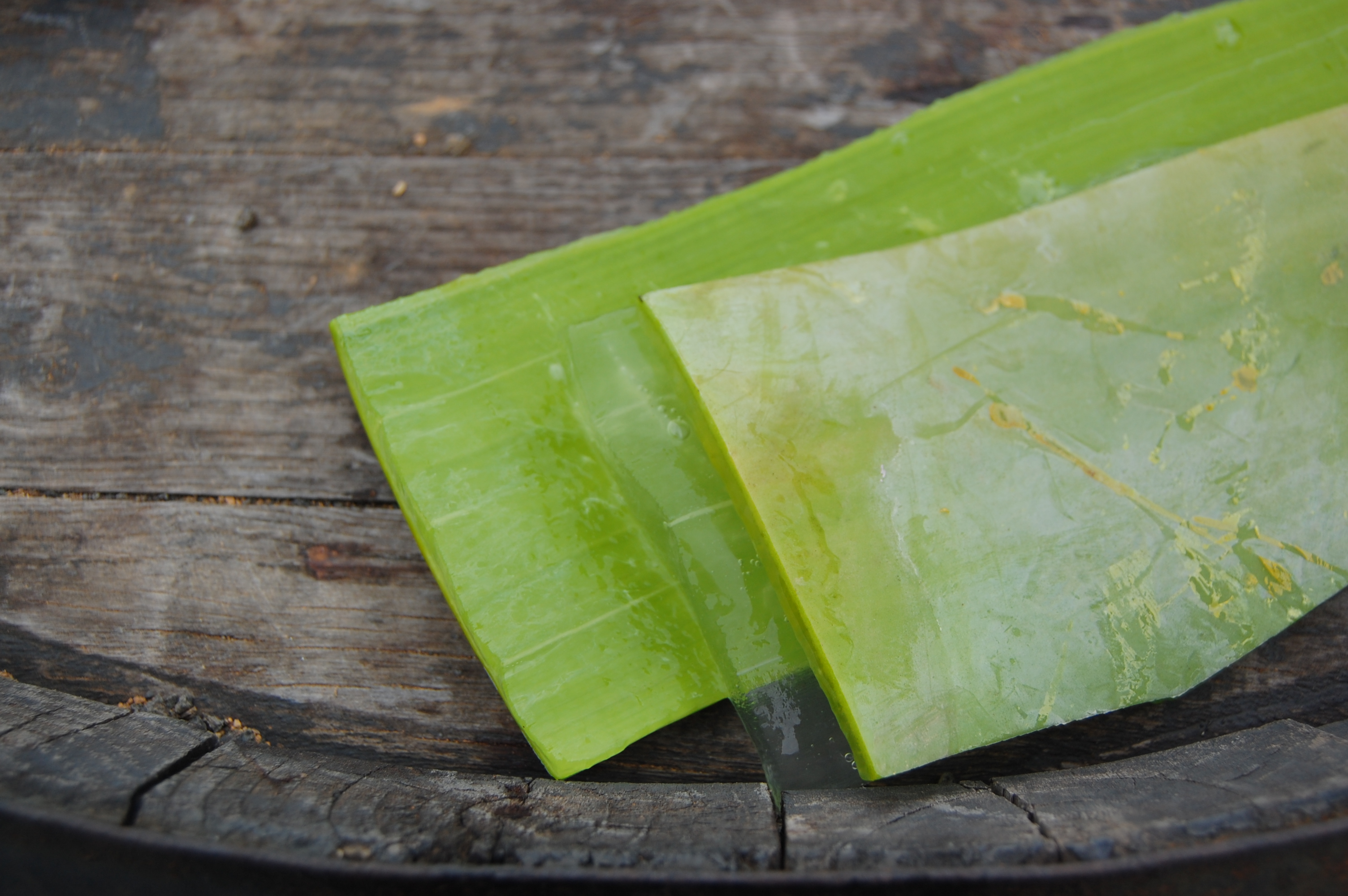
Blad van de Aloë vera met de losgesneden gel

... · 
A. aageodonta · 
A. cryptopoda (Blauwbladaloë) · 
A. dichotoma (Kokerboom) · 
A. plicatilis (Waaieraloë) · 
A. rauhii · 
A. vaombe · 
A. vera (Aloë vera) · 
A. zakamisyi · 
...